# Силаева, Нина Владимировна

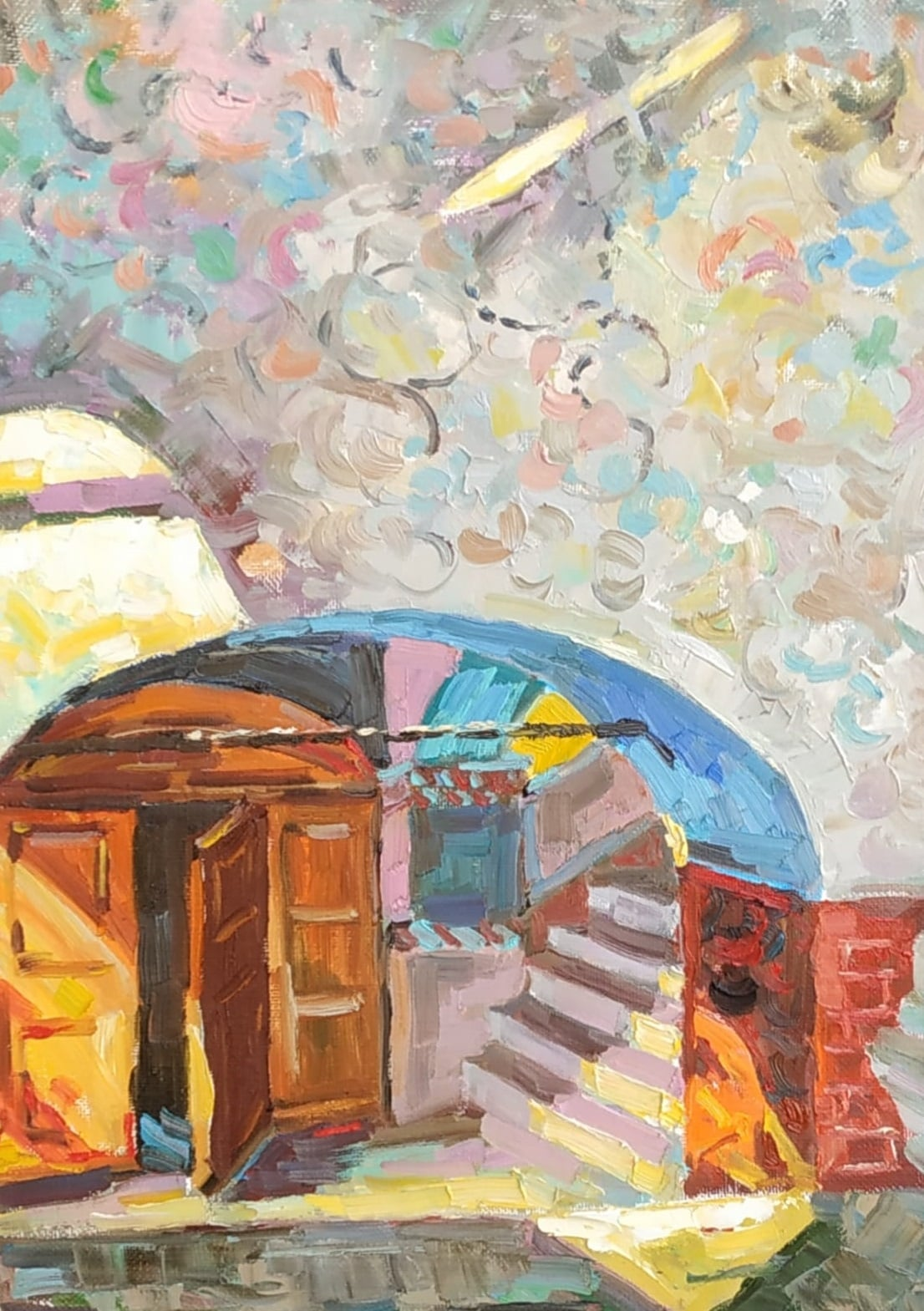
Картина автора Нины Силаевой "Внутренняя обходная галерея, северо-западное крыльцо Покровского Собора" 70х50, 2022г. Экспонировалась в Историческом музее в 2022г.

Нина Владимировна Силаева (род. 15 сентября 1963 года, Москва) — русская художница, живописец, поэтесса.

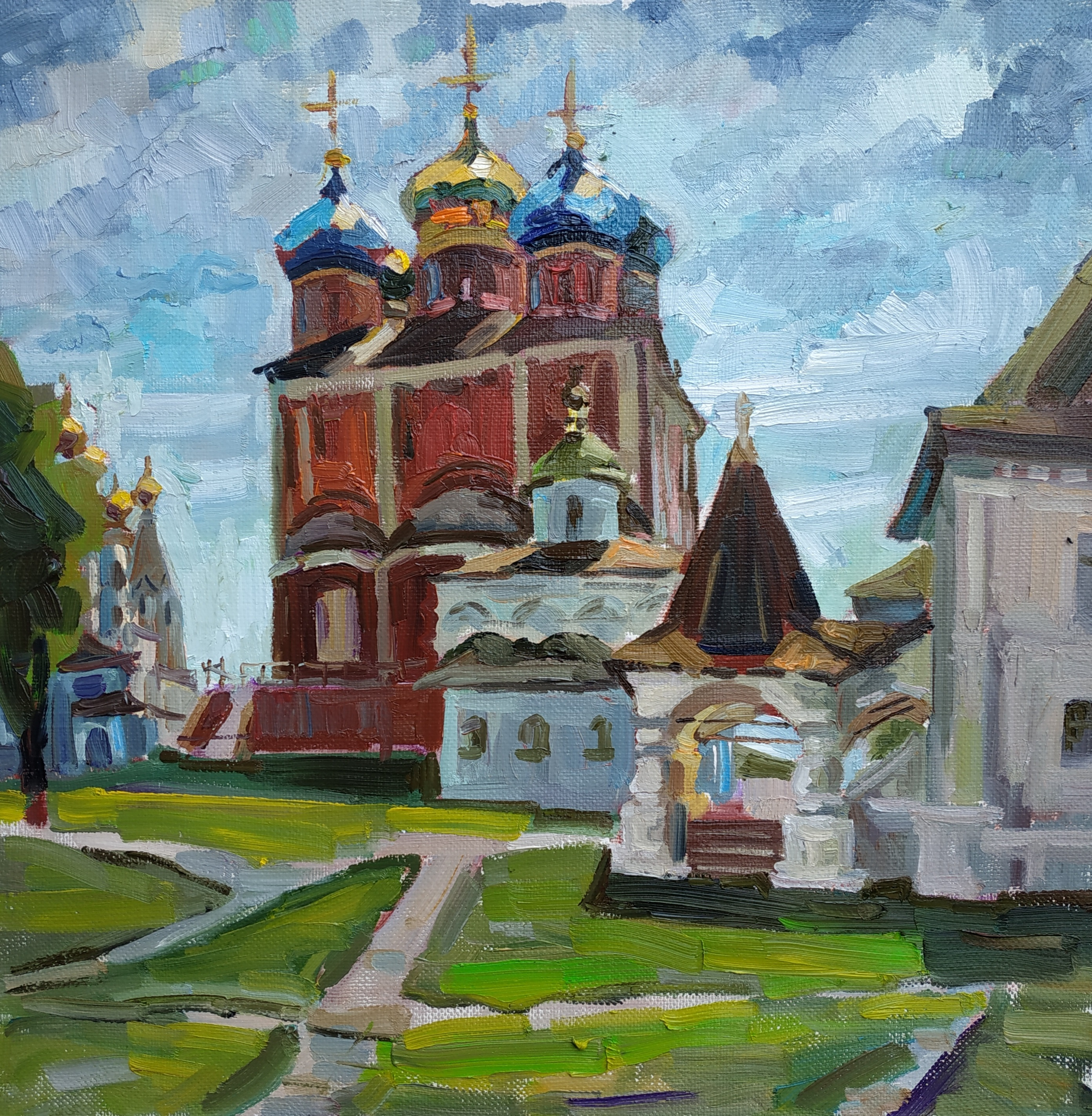
Картина автора Нины Силаевой "Рязанский Кремль майским днем" 60х60, 2022

## Биография

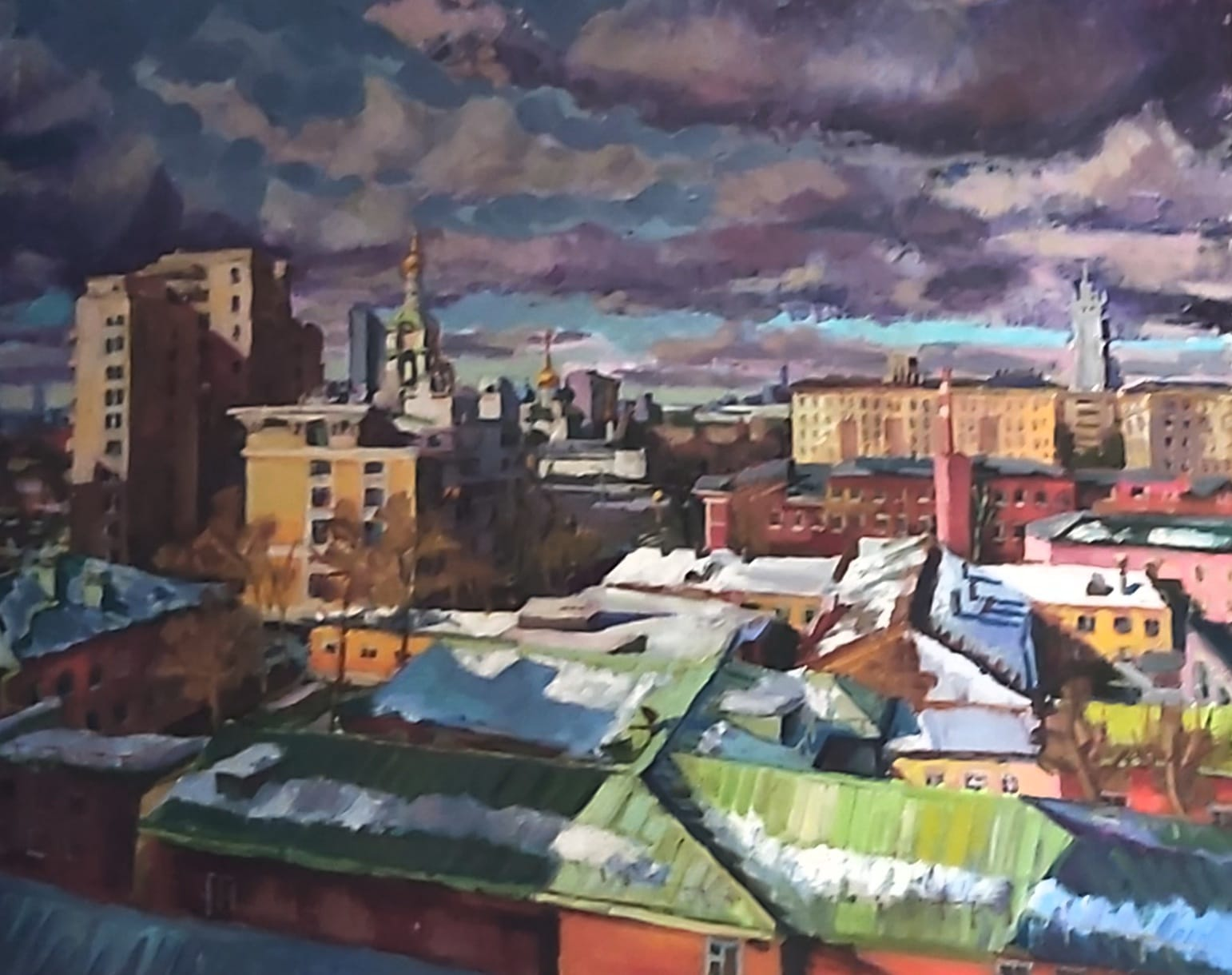
Зимнее солнце таганских крыш, х.м. 90х110

Московский художник. Член Московского союза художников с 2017 года.
Член Союза художников Зеленограда с 2022г.
Член Союза литераторов РФ с 2014 г.

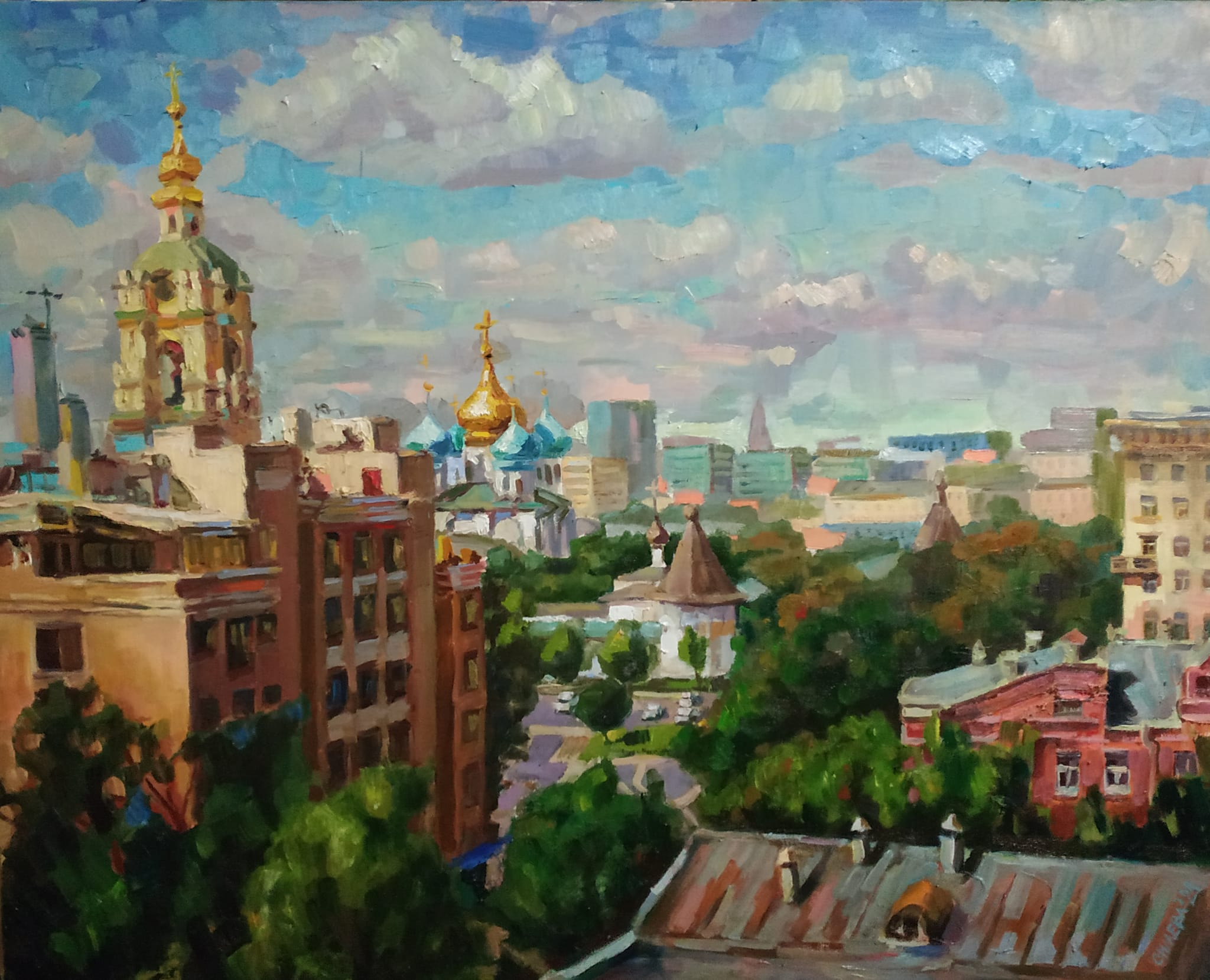
Картина автора Нины Силаевой "Вид на Новоспасский монастырь в Москве" 80х100, 2022

Создан личный фонд художника в Государственном казенном учреждении Московской области "Центральный государственный архив Московской области"  № 2786 в 2022г. : 
Работы находятся в музеях России и частных коллекциях.

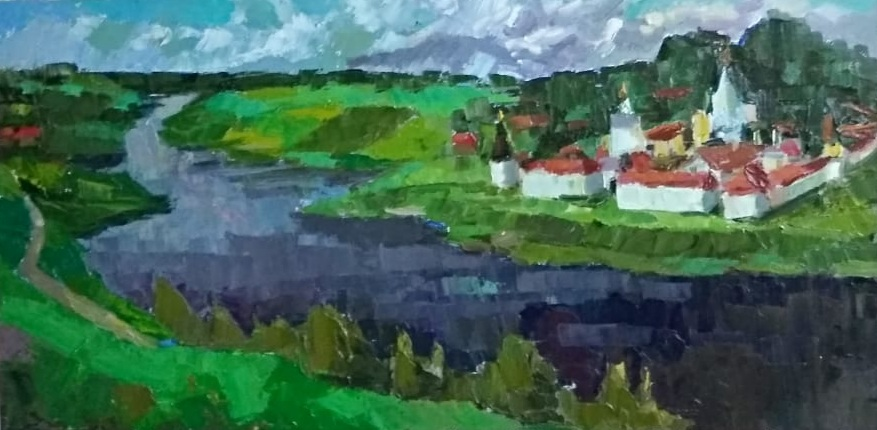
Картина автора Нины Силаевой "Старица благославенная. Над Волгой" 40х80, 2022. Работа в фонде Тверского объединенного Музея.

## Награды

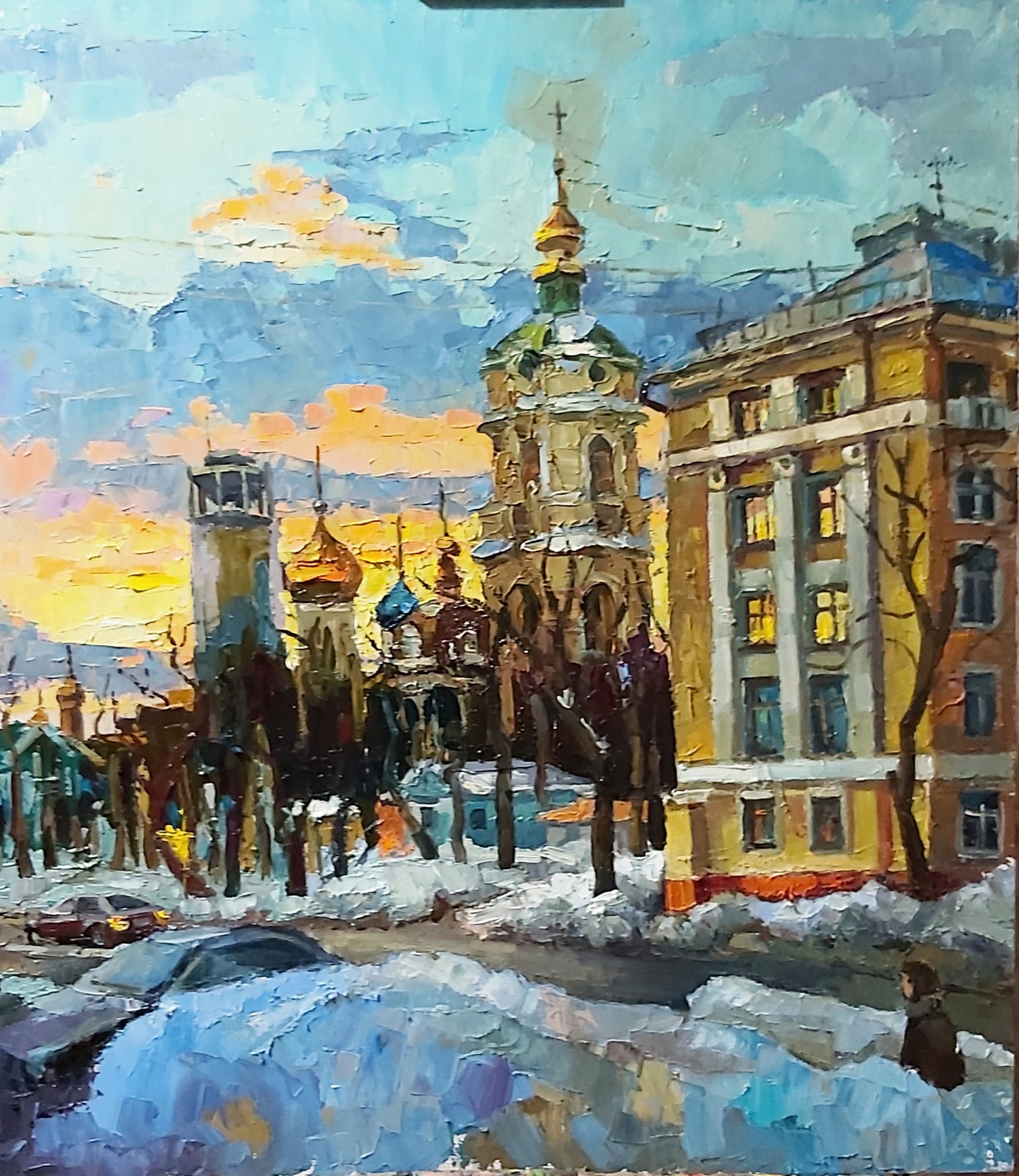
Картина автора Нины Силаевой "Закат на Пролетарке" 80х70, 2022

Нина Силаева является лауреатом Всероссийской премии «Национальное достояние», учреждённой Международной Академией Общественных Наук при поддержке Государственной Думы Российской Федерации и Правительства Москвы, за 2007 год, имеет Почетную грамоту Министра культуры РФ (Приказ №448-ВН от 06.11.2013г.),  дипломы и благодарности Московского Союза художников, Почетную грамоту и диплом Союза художников Зеленограда, благодарности,  госстипендиат 2015—2017,2020 гг. (государственные стипендии для выдающихся деятелей культуры и искусства). В 2023 году получила Медаль имени Н.П.Крымова Московского Союза художников за профессиональные успехи в живописи.

В 2024 году награждена Благодарностью Российской Академии художеств  за творческую и музейно-экспертную деятельность .

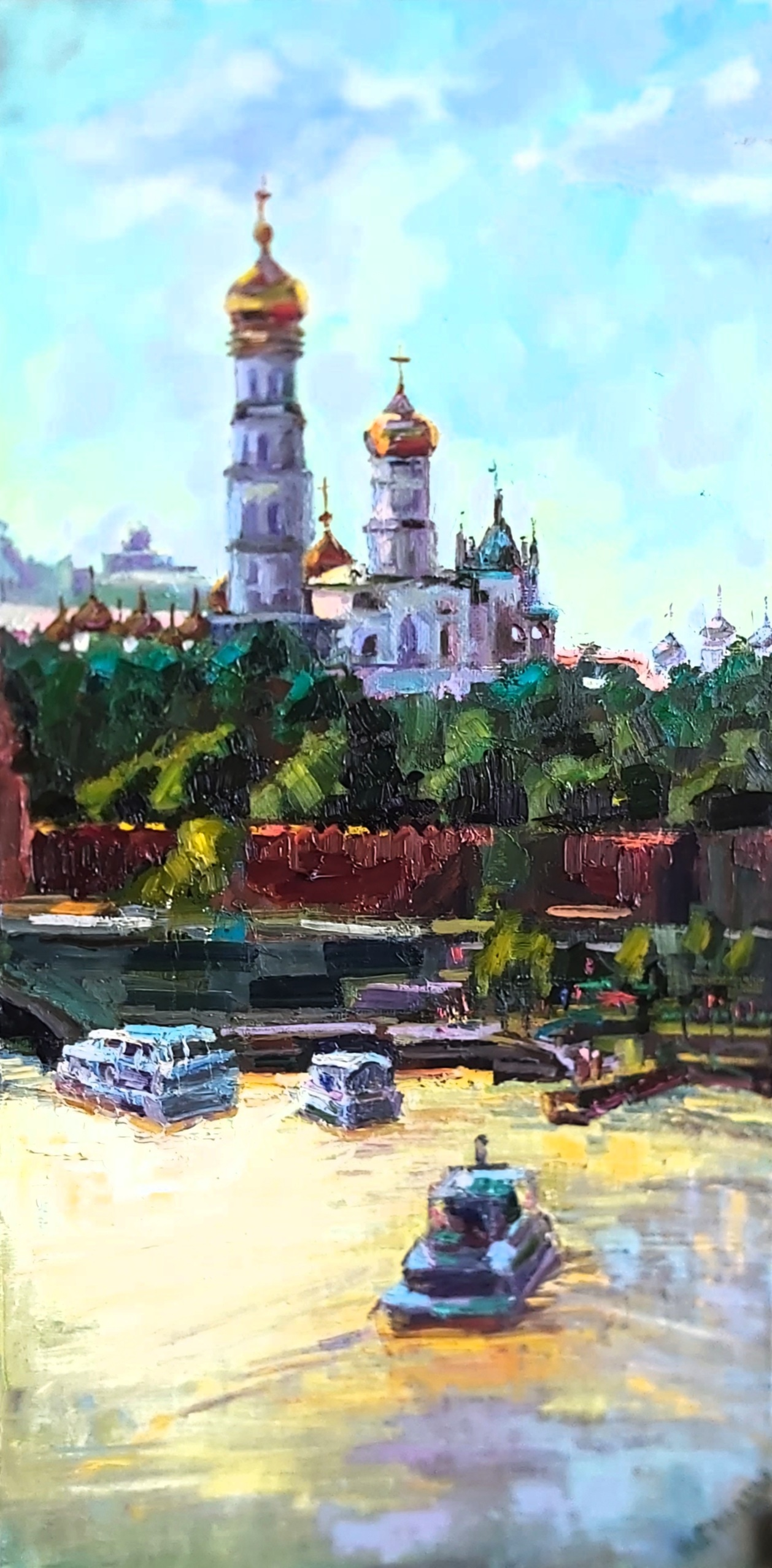
Картина автора Нины Силаевой "Вид на Кремль летним днем", 80х40, 2022

## Персональные выставки за последние годы
1. 2009 — Персональная выставка работ галереи в Российском центре культуры и науки в Танзании. Дар-Эс-Салам, июнь 2009.
2. 2009 — Выставка персональная Париж 136 Saint Onore gallery Natalie Boldyreff, сентябрь 2009
3. 2010 — Персональная выставка работ галереи в Российском центре культуры и науки в Танзании. Дар-Эс-Салам, июль 2010.
4. 2011 — Персональная выставка работ в Уганде, Кампала. июнь 2011
5. 2011 — Персональная выставка работ в Бужумбуре в Бурунди, июнь 2011
6. 2011 — Персональная выставка работ в Русском центре науки и культуры на Мальте в Валлетте, июль 2011
7. 2011 — Персональная выставка работ в Русском центре науки и культуры в Чехии в Праге, сентябрь 2011
8. 2011 — Персональная выставка работ в Русском центре науки и культуры в Дар-Эс-Саламе в Танзании, октябрь
9. 2012 — Персональная выставка работ в Любляне (Словения) в Русском центре науки и культуры, июнь 2012
10. 2012 — Персональная выставка в РЦНК в Мадриде, Испания, ноябрь
11. 2013 — Персональная выставка в Пекине. Июль.
12. 2014 — Персональная выставка в выставочном пространстве Библиотеки им. В. В. Вересаева, в галерее «Живая Жизнь»
13. 2016 — Персональная выставка «Люди живут в красоте…» В КЦ «Зеленоград»Газета Зеленоградского округа Москвы
14. 2017 — Персональная выставка «География путешествий» Центральный Дом художника, Москва
15. 2018 — Персональная выставка «Мальтийские Каникулы с Ниной Силаевой» на стенде Почетного Консульства Республики Мальты международной выставочной экспозиции "АртРоссия 2018″ октябрь (по приглашению Почетного Консула Республики Мальта в Нижнем Новгороде О. Н. Зайцева),
16. 2019 — 17-я Персональная выставка в Русском центре науки и культуры на Мальте «Пейзажи России»
17. 2021 — 18-я Персональная выставка «Был ли счастлив ты в жизни земной?» в Культурном центре «Зеленоград»
18. 2022 — 19-я Персональная выставка "По божественной указке" в библиотеке № 180, Филиал
19. 2022 — 20-я Персональная выставка "Русь бескрайняя" в Префектуре г.Зеленограда г.Москвы
20. 2023 — 21-я персональная выставка "Живопись.Силаева Нина" в ДКЦ "Костино" в г.Королев
21. 2023 - 22-я персональная выставка "Москва.Живописный репортаж" в Музее воды  г.Москва
22. 2023 - 23-я персональная выставка "Свет моей Родины" в ГБОУ "Школа № 1409", Москва,
23. 2024 - 24-я персональная выставка "О России пару слов" в ДК "Кленово", Москва.

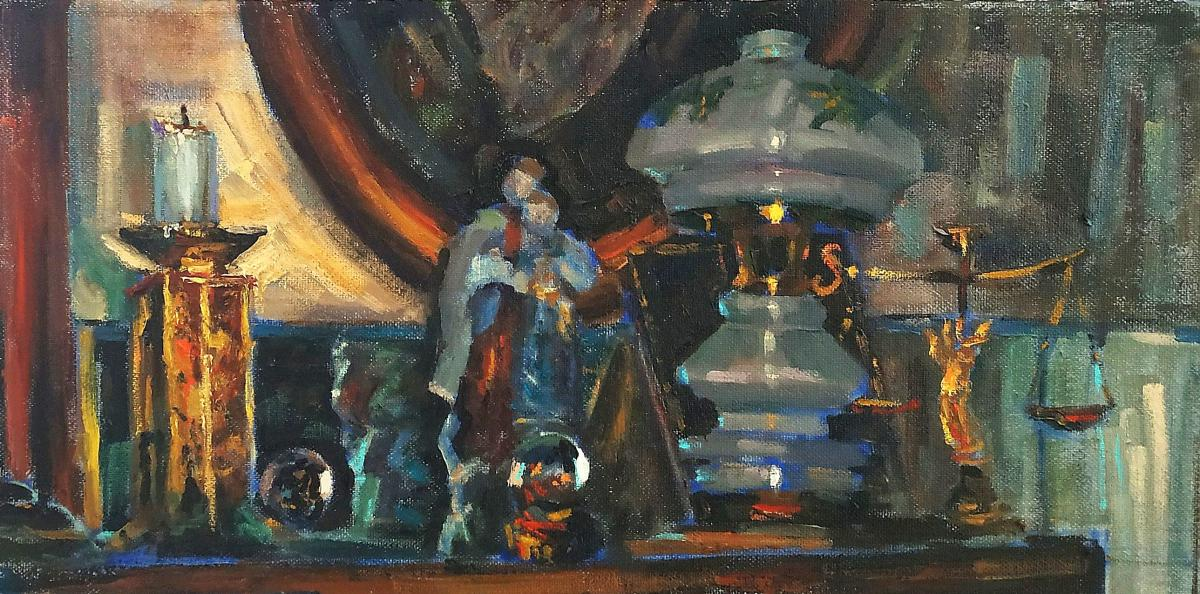
Картина автора Нины Силаевой "На книжном шкафу" серия "Осколки прошлого", экспонировалась на выставке МСХ Кузнецкий мост, 11 в 2019 г.40х80, 2020

## Литература

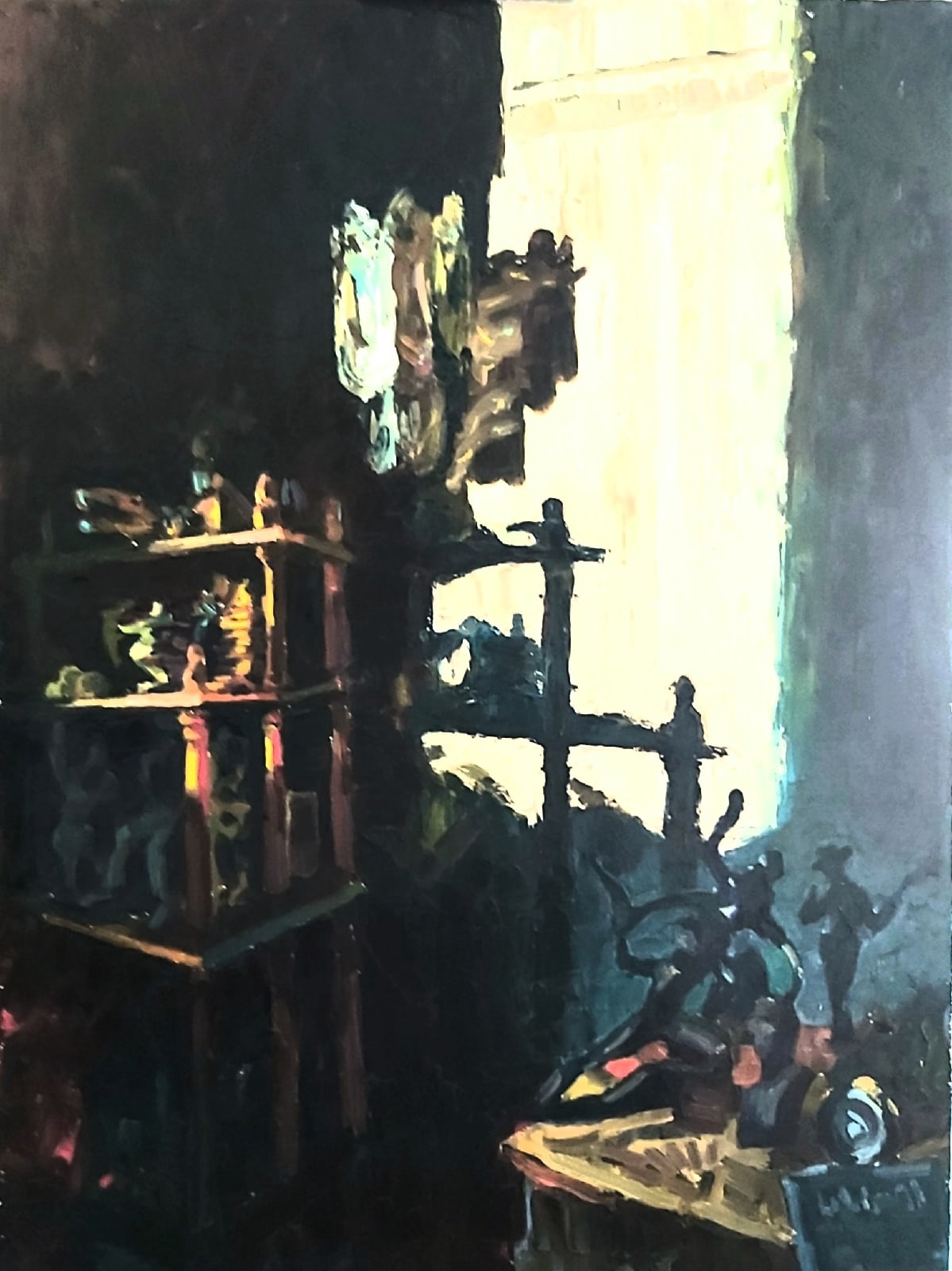
Картина автора Нины Силаевой "Игра теней в уютном интерьере" серия "Осколки прошлого" 80х60, 2022

## Ссылки

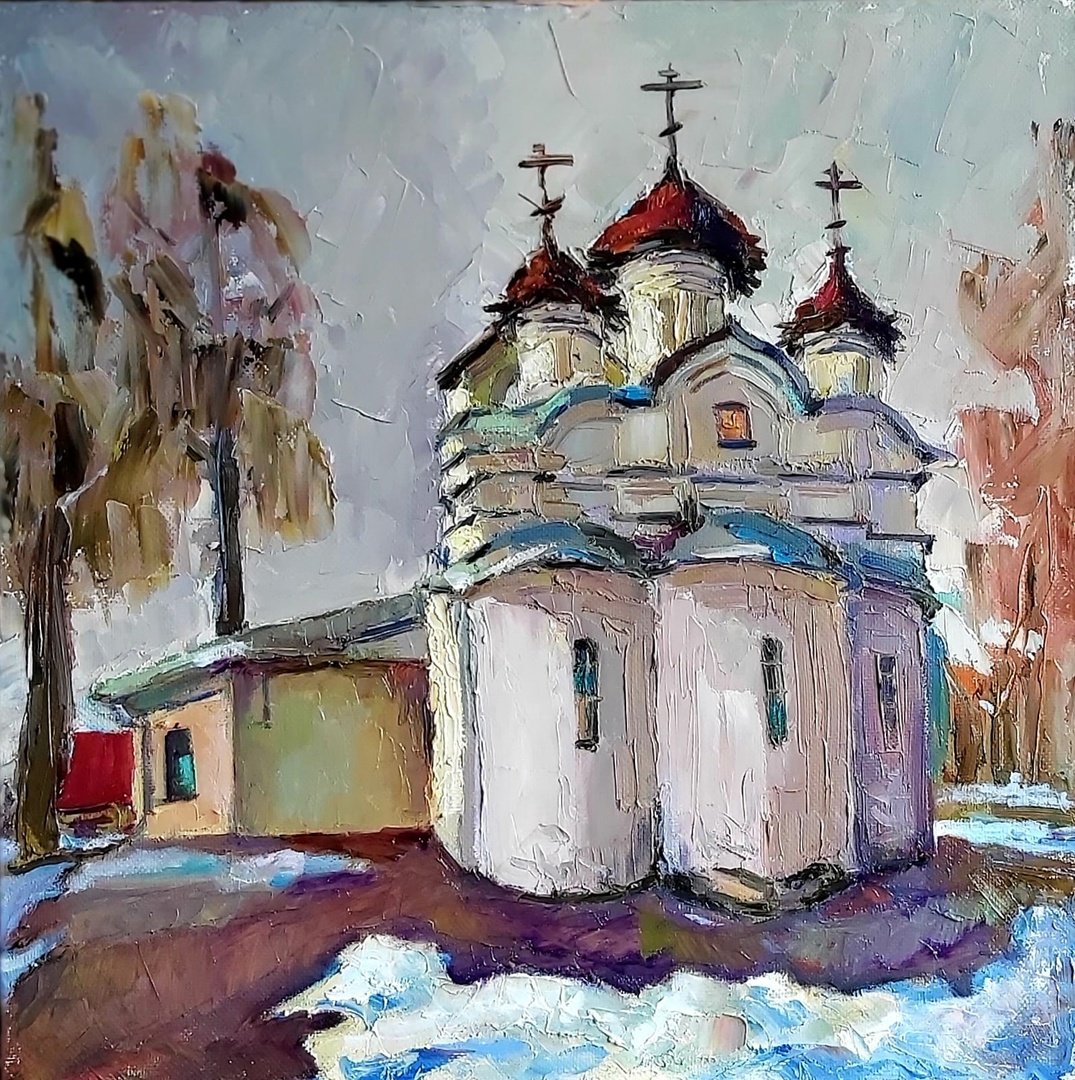
Картина автора Нины Силаевой "Белая лебедь Коломны" 50х50, 2022

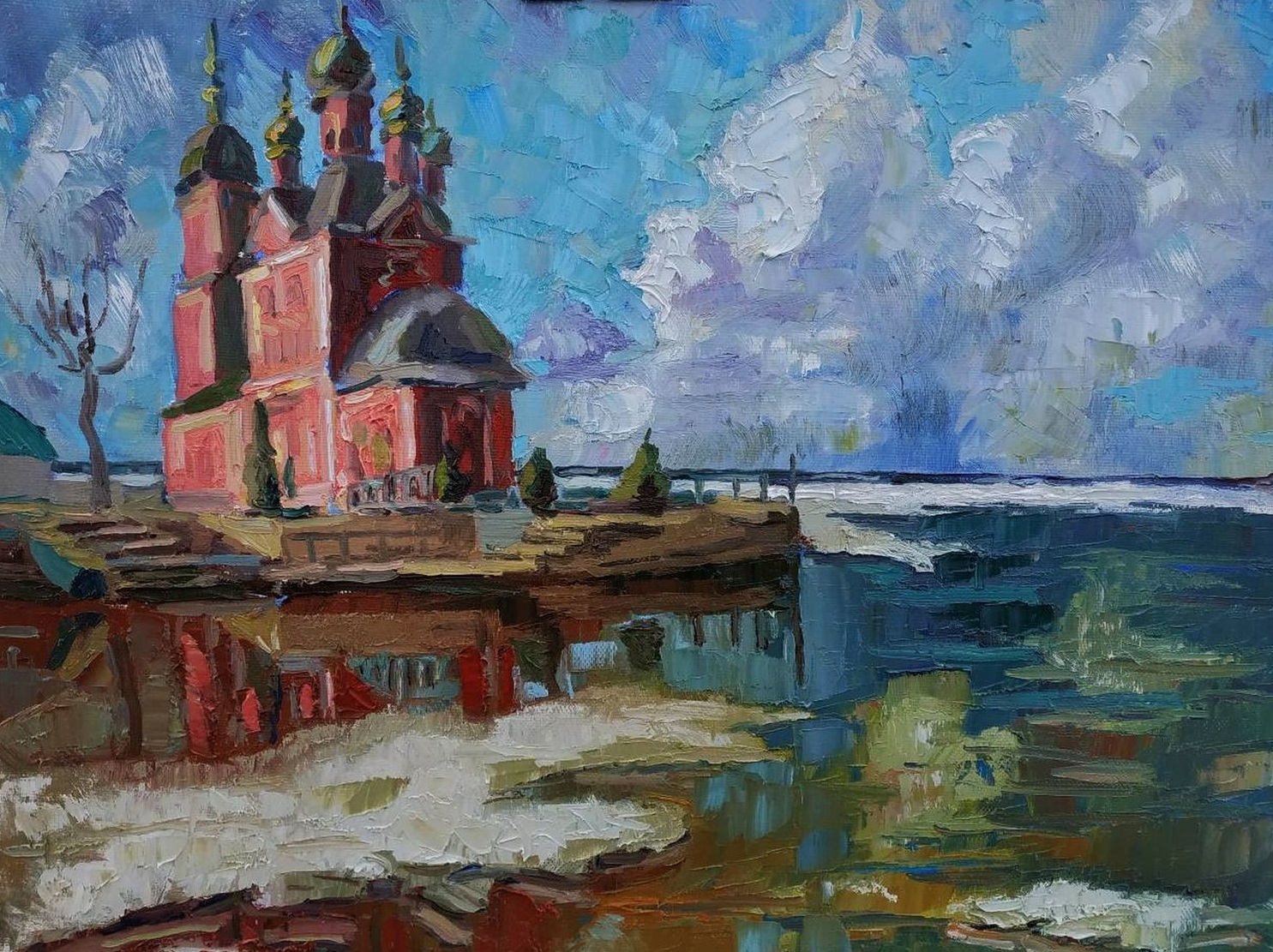
Картина автора Нины Силаевой "Храм Сорока мучеников на Трубеже" 60х80, 2021

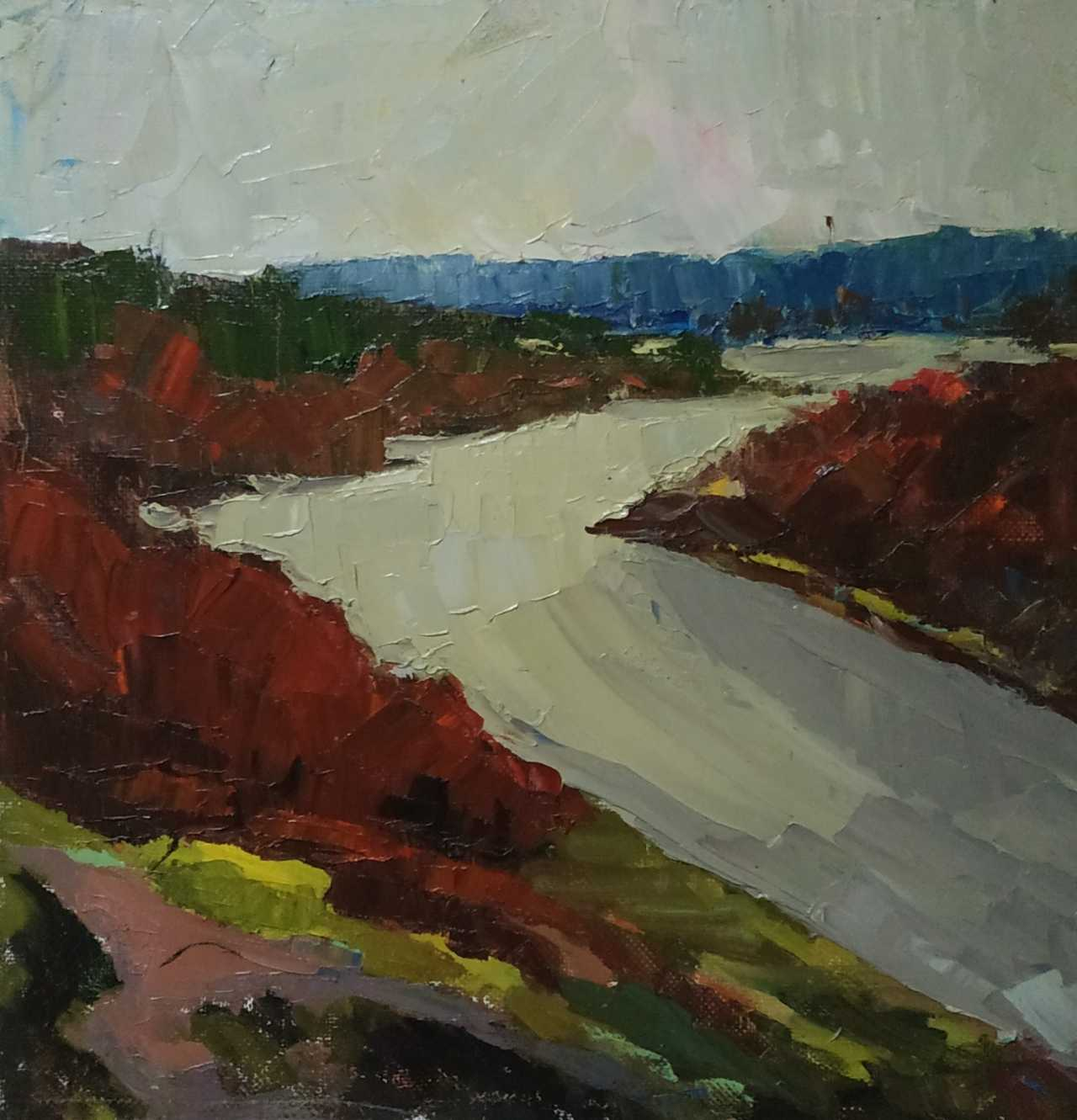
Картина автора Нины Силаевой " Осень над Окой", экспонировалась на выставке к 130-летию музея им. В.Д.Поленова в самом музее в 2022г., 50 x 50 см, 2021 год